# (18697) Kathanson
(18697) Kathanson (1998 HB39) – planetoida z pasa głównego asteroid okrążająca Słońce w ciągu 5,48 lat w średniej odległości 3,11 j.a. Odkryta 20 kwietnia 1998 roku.